# Theridion biolleyi
Theridion biolleyi är en spindelart som beskrevs av Banks 1909. Theridion biolleyi ingår i släktet Theridion och familjen klotspindlar.
Artens utbredningsområde är Costa Rica. Inga underarter finns listade i Catalogue of Life.